# Синклер, Мэй
Мэй Синклер (англ. May Sinclair; настоящее имя Мэри Амелия Сент-Клер (Mary Amelia St. Clair); 1863—1946) — английская писательница. Известность ей принесли два десятка романов, рассказы и стихи. Она была активной феминисткой и членом Лиги писательниц-суфражисток. Также она была известным критиком в сфере модернистской поэзии и прозы; именно она ввела термин поток сознания в литературную критику.

## Краткая биография
Мэй Синклер родилась в английском городке Рок Ферри в графстве Чешир. Её отец, ливерпульский судовладелец, обанкротился, спился и умер ещё до её совершеннолетия. Мать, строгая и религиозная женщина, перевезла семейство в местечко Илфорд на окраине Лондона. Проучившись год в Женском колледже Челтенхема, она была вынуждена оставить образование и ухаживать дома за пятью своими старшими братьями, у каждого из которых было врождённое заболевание сердца.
С 1896 года Мэй Синклер начала профессионально писать, чтобы прокормить себя и свою мать. В своём творчестве она затрагивала темы, связанные с положением женщин и браком. Также она писала и научные работы по философии, особенно о немецком идеализме. Её работы стали популярны в США и хорошо там продавались.
Примерно в 1913 году, побывав в лондонской Медико-психологической клинике, Мэй Синклер заинтересовалась психоанализом, и в её романах появились мотивы, связанные с учением Зигмунда Фрейда. В 1914 году, после начала Первой мировой войны, она добровольно отправилась санитаркой в зону военных действий в Бельгии. Она смогла выдержать там только несколько недель, но этот опыт нашел отражение и в её прозе, и в поэзии.
Мэй Синклер написала первые критические статьи об имажизме и поэтессе Хильде Дулиттл (журнал «Эгоист», 1915 г.); в то время она была дружна с поэтами Ричардом Олдингтоном, Хильдой Дулитл и Эльзой Паунд. Она писала статьи о поэзии Т. Элиота (журнал «Литтл Ривью», 1917 г.) и художественной прозе Дороти Ричардсон (журнал «Эгоист», 1918 г.). Именно в связи с Ричардсон она впервые употребила термин «поток сознания» в литературном контексте, и этот термин успешно прижился. В последующих романах Синклер заметно влияние модернистских течений, особенно в её автобиографичном романе «Мэри Оливер: Жизнь» (1919 г.) В 1925 г. Синклер была включена в «Список контактных данных современных писателей».
С 1914 г. Мэй Синклер была членом Общества исследований психики, которое занималось изучением психических и паранормальных явлений и способностей. Под влиянием работы в этом обществе в коротких рассказах Синклер появляются мотивы сверхъестественного.
В конце 20-х годов Мэй Синклер начала страдать первыми признаками болезни Паркинсона и не могла больше писать. В 1932 г. она поселилась в графстве Бакингемшир, где и прожила до конца жизни.

## Публикации на русском языке
- Огонь неугасимый// Антология фантастической литературы. СПб: Амфора, 1999, с.525-540 (Личная библиотека Борхеса)